# Archiduc

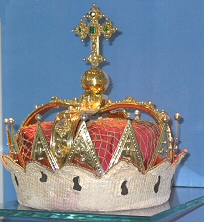
Couronne d'archiduc d'Autriche.

Archiduc (en allemand : Erzherzog), au féminin : archiduchesse (Erzherzogin), est un titre princier réservé aux seuls souverains de l'archiduché d'Autriche de 1453 jusqu'en 1918. À partir de 1486, tous les rois des Romains élus et empereurs du Saint-Empire romain germanique de la maison de Habsbourg et Habsbourg-Lorraine portent ce titre de noblesse héréditaire, ainsi que les empereurs d'Autriche à partir de 1804. 
En ce qui concerne les différents pays de la monarchie de Habsbourg, les princes régnants ont reçu le titre archiducal. À l'issue de la Pragmatique Sanction prise en 1713, il a été attribué à tous les princes et princesses  indépendamment d'une activité gouvernementale.

## Autriche

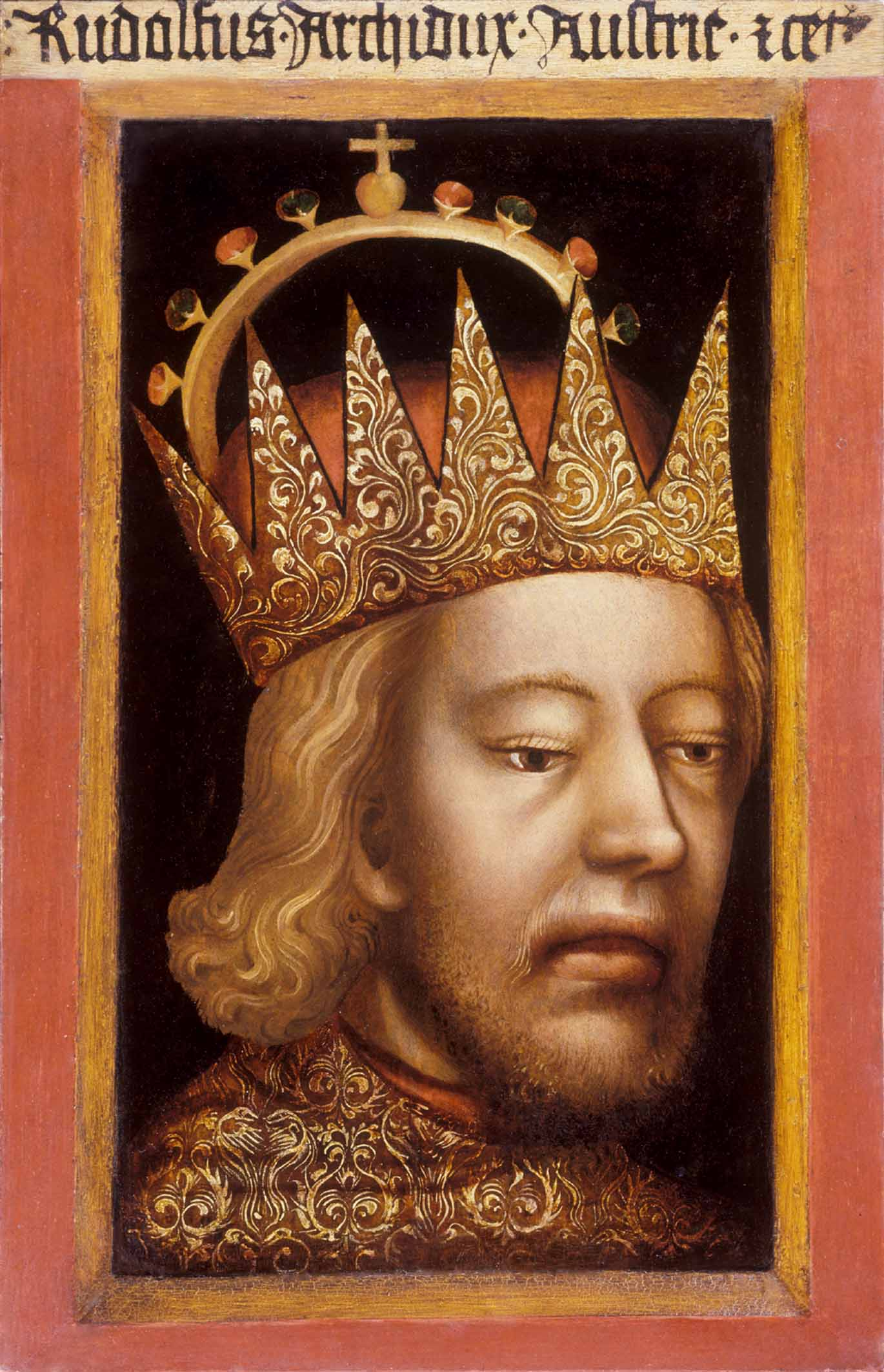
Portrait peint contemporain de l'archiduc Rodolphe.

Le titre d'archiduc (archidux) est créé en adoptant le Privilegium Maius de 1358/1359, un document forgé par le duc Rodolphe IV d'Autriche. Initialement, ce document est destiné à désigner le souverain de l'Autriche dans le but de le mettre sur un pied d'égalité avec les sept princes-électeurs (Kurfürsten) déterminés par la Bulle d'or de 1356. Les trois électeurs clercs séculiers de Mayence, de Cologne et de Trèves étaient simultanément archichanceliers pour la Germanie, pour l'Italie et pour la Gaule. En adoptant la Bulle d'or, l'empereur Charles IV avait ignoré les exigences des Habsbourg, refusant à l'évidence de reconnaître le nouveau titre.
Ce sont les souverains de l'Autriche intérieure qui mettent en acte les prétentions archiducales : ainsi, Ernest d'Autriche intérieure, à partir de 1414, puis son fils Frédéric V de Habsbourg, le titre d'archiduc étant utilisé dans les faits depuis près d'un demi-siècle.
Le neveu de Rodolphe, Ernest de Fer, souverain de l'Autriche intérieure, est le premier à utiliser de façon totalement unilatérale le titre d'archiduc dans les documents de chancellerie à partir de 1414. Combiné avec la possession des territoires héréditaires des Habsbourg, il prend toute sa signification dans le contexte du conflit avec la dynastie rivale des Luxembourg, princes-électeurs en tant que rois de Bohême. Le fils d'Ernest, Frédéric III, réunit l'ensemble des duchés autrichiens et est élu roi des Romains en 1440. Il sanctionne en 1453 le Privilegium Maius en conférant un caractère légal au titre archiducal, pour lui-même et ses descendants ; son pupille Ladislas est le premier prince officiellement investi du titre d'archidux Austriae. 
Depuis lors, tous les membres de la maison de Habsbourg portent le titre d'archiduc ou d'archiduchesse d'Autriche, avec la qualification d'Altesse impériale et royale. Ils portent en outre les titres de prince ou de princesse royale de Hongrie et de Bohême (en allemand, Königlicher Prinz(essin) von Ungarn und Böhmen).
À l'origine, il n'est porté que par le chef de cette maison, qui ne possède pas encore les couronnes royales de Hongrie et de Bohême ni la couronne impériale du Saint-Empire romain germanique. 
Le titre est abrogé le 31 octobre 1918 par la nouvelle république autrichienne. À ce moment-là, l'archiduc d'Autriche est Otto de Habsbourg-Lorraine. Depuis 2007, c'est son fils aîné Charles de Habsbourg-Lorraine qui porte le titre.

## Ailleurs
Il y a aussi des archiducs en Austrasie (sous Dagobert Ier), en Lorraine et dans le Brabant.